# 等呼
等呼是传统汉语音韵学概念，主要用来描述中古汉语的介音系统。
韻母分等是分析有無韻母中介音[-i-]和韻腹（字之主要元音）開口度大小和發音部位前後。王力學派認為：一、二等無介音[-i-]，三、四等有介音[-i-]；一等韻韻腹之發音部位偏後（如模韻、歌韻），二、四等多偏前（如麻韻、先韻）。三等韻中有部份就是帶介音之一等韻（如東韻三等），有部份是相對於四等韻而言韻腹爲開口度較大之前元音（如王力認為三等韻仙韻和四等韻先韻都帶[-i-]介音，而仙之韻腹爲[ɛ] ，先之韻腹爲[e]，前者開口度大於後者）。
李榮則提出四等韻無[-i-]介音，[-i-]介音是三等韻專屬特徵。李榮所擬二等韻、四等韻多帶有[ɛ]等前元音。參考封開話中，二等韻江韻讀[œŋ]，三等韻嚴、鹽讀[im]，四等韻添讀[em]，或許係上古特徵。後來多種漢語中四等韻多帶有[i]。

## 中古汉语的等呼

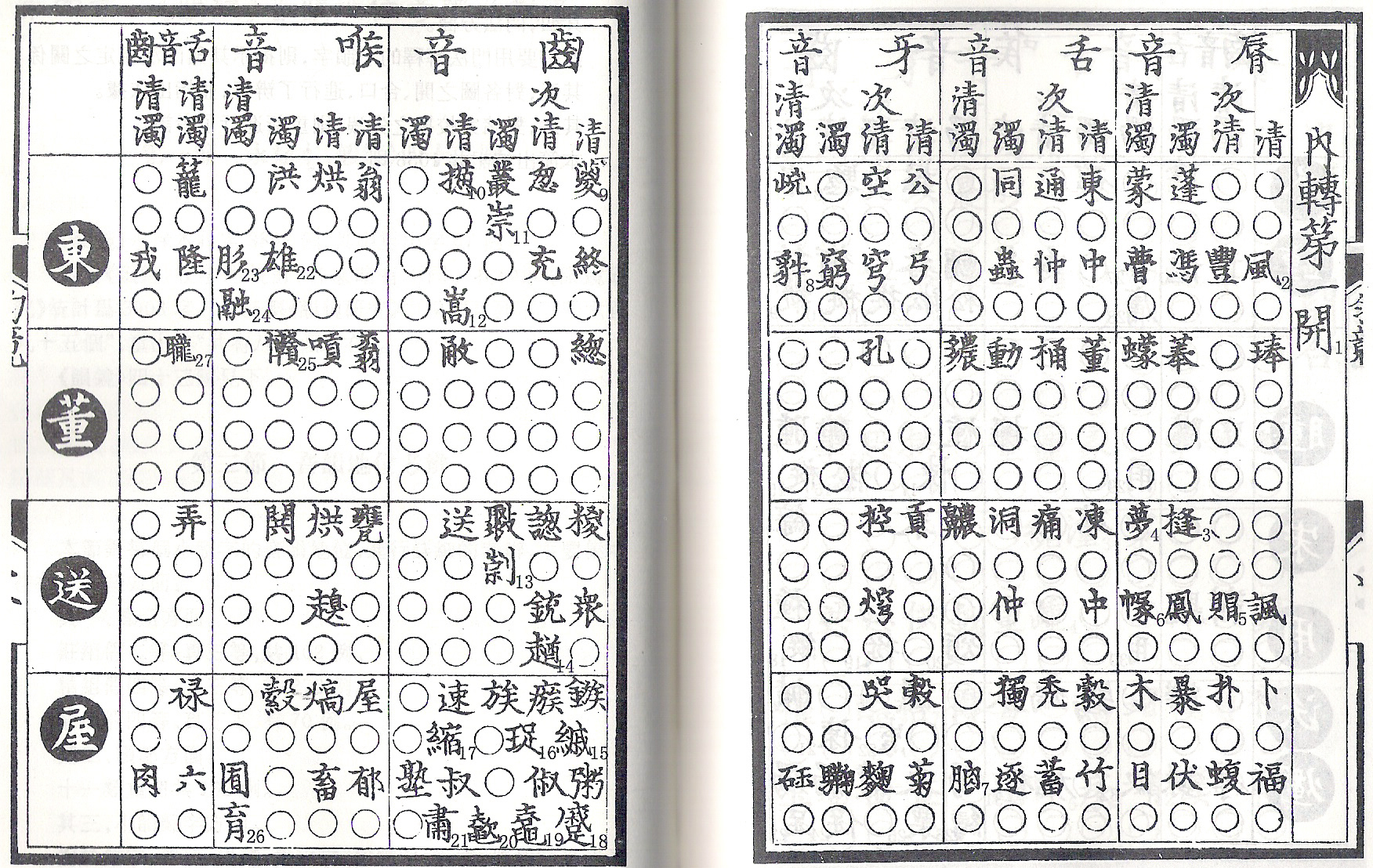
《韻鏡》的一页韵图。一行为一韵目，其中再分四行，即「四等」。如「籠」是一等東韵字、「六」是三等屋韵字、「〇」表示此韵此等地位上无字，以此类推。

等呼的概念基本用于描述中古汉语的介音系统，最先应用在韵图上。韵图把韵书中相似韵目归为一大类，称为攝，每摄分四等，每等又分开口和合口两呼，共八小类。现代语言学家对呼的观点基本一致，开口呼和合口呼，就是指有无/u/介音，同摄同等的合口呼比开口呼多介音/u/。
相比之下，等的概念就较复杂，普遍观点是三等韵有类似/i/的介音，因为三等字用的反切上字自成一套，与一二四等不同，如歌韵在韵图分为一等和三等，三等就比一等多了介音/i/。但有些摄包括的韵很多，如山摄有寒、桓、删、山、元、仙、先等韵，其中寒桓是一等，删山是二等，元是三等，先是四等，仙分为三四等。除了同意三等韵有/i/介音外，有些学者（如高本汉、王力）认为四等韵也有介音，有些学者（如潘悟云、郑张尚芳）认为二等韵也有介音。但所有学者都同意，即使部分以介音相区别，这些韵的主元音不会全部相等。清朝時小學家江永云：“一等洪大，二等次大，三四皆细，而四尤细。”可作为分等原则的粗略概括。（但是如前所见，有同一韵分为三四等，也有四等比三等洪大）

## 晚唐至南宋的等
迄今能找到的最早提出“等”這一術語的是晚唐的《守溫韻學殘卷》。此時已進入中古漢語的後期。《韻圖》正式刊行於於公元十二世紀，此書有完整的按等排字的列表。潘悟雲給此時的漢語擬音，認爲當時的音韻學家分等的原則是依據緊接聲母的介音：四等是[i ̯]，三等是[i]，二等是[ɤ]，一等無介音。
現在學界普遍認爲，三等字在上古漢語帶介音[j]／[i]，二等字在上古漢語帶介音[r]，一等字和四等字在上古漢語無介音。

## 假二真三与假四真三
但是由于韵图结构制定得不够严密，这规律一再被打破。传统音韵学有三十六字母，但韵图分给字母的位置只有二十个，于是轻唇和重唇合为一组，舌头和舌上合为一组，齿头和正齿合为一组。声母合并了，却又要在图上表现出不同音，就只好拿韵母来做文章，如庄、章、将都是阳韵，有/i/介音，韵母完全相同，按理应都归入三等。但它们的声母都不同，庄是庄母（照二），章是章母（照三），将是精母，却共占图中一格。韵图为了表现声母的差别，只留章字在三等，强行把庄字移到二等，把将字移到四等。为了相同目的，凡应归三等的字，逢庄组都归二等，逢端精组都归四等，类似的还有以母（喻四）、邪母、俟母等，就产生了所谓假二等真三等、假四等真三等之说。
以四等為例，《廣韻》的四等韻並不多，共計有齊韻、先韻、蕭韻、青韻、添韻五個（平賅四聲）。但《韻鏡》等韻圖含有四等字的韻明顯較多，它們排在四等上的原因，主要是兩種情況：
1. 三等精組字，都在三等韻且與三等系聯。以母也是如此。
2. 支、脂、祭、真、（諄）、仙、宵、侵、鹽八組三等韻系的唇、牙、喉聲母字有兩類，《韻鏡》把其中一類放在三等，一類放在四等，這些也不是真四等。

這些假四等的字，同樣是跟同韻的三等韻系聯。

## 独韵与开合韵
并不是所有韵母都有开口与合口对立，在《切韵指掌图》裡不分开合口的韵标明为独韵；既有开口又有合口的韵，标明为开合韵。后来的韵书把独韵分别归入开口或合口，如把東韵归合口，侵韵归开口。李荣《切韵音系》认为独韵没有/u/介音，后来归合口的独韵是因为有圆唇主元音；又认为开合韵的脣音字和独韵一样没有开合口对立，可和开口字互切，也可和合口字互切，脣音字可以认为是开口。

## 中古汉语声母的等呼
中古汉语除了韵母分为不同等呼外，声母也有等呼属性，决定了声母只能和特定等呼的韵母相拼，一定程度上反映了来自上古汉语的历史痕迹。
| 字母         | 開口 | 開口 | 開口 | 開口 | 開口 | 合口 | 合口 | 合口 | 合口 | 合口 |
| 字母         | 一   | 二   | 三甲 | 三乙 | 四   | 一   | 二   | 三甲 | 三乙 | 四   |
| ------------ | ---- | ---- | ---- | ---- | ---- | ---- | ---- | ---- | ---- | ---- |
| 幫滂並明     | ＋   | ＋   | ＋   | ＋   | ＋   | －   | －   | －   | －   | －   |
| 端透定泥     | ＋   | －   | －   | －   | ＋   | ＋   | －   | －   | －   | －   |
| 來           | ＋   | －   | －   | ＋   | ＋   | ＋   | －   | －   | ＋   | －   |
| 知徹澄娘     | －   | ＋   | ＋   | －   | －   | －   | ＋   | ＋   | －   | －   |
| 精清從心     | ＋   | －   | －   | ＋   | ＋   | ＋   | －   | －   | ＋   | －   |
| 邪           | －   | －   | －   | ＋   | －   | －   | －   | －   | ＋   | －   |
| 章昌常書船日 | －   | －   | －   | ＋   | －   | －   | －   | －   | ＋   | －   |
| 莊初牀山     | －   | ＋   | ＋   | －   | －   | －   | －   | ＋   | －   | －   |
| 俟           | －   | －   | ＋   | －   | －   | －   | －   | ＋   | －   | －   |
| 見溪疑影曉   | ＋   | ＋   | ＋   | ＋   | ＋   | ＋   | ＋   | ＋   | ＋   | ＋   |
| 群           | －   | －   | ＋   | ＋   | －   | －   | －   | ＋   | ＋   | －   |
| 匣           | ＋   | ＋   | －   | －   | ＋   | ＋   | ＋   | －   | －   | ＋   |
| 云           | －   | －   | ＋   | －   | －   | －   | －   | ＋   | －   | －   |
| 以           | －   | －   | －   | ＋   | －   | －   | －   | －   | ＋   | －   |

## 上古汉语的等呼
上古汉语没有提出等呼的概念，但有学者认为中古汉语的等呼是由上古汉语的类似系统演变而成，如王力认为上古汉语的韵部也有两呼四等，主元音相同，以介音来区别，如开口一等无介音，二三四等介音依次为/e/、/ɪ/、/i/等。蒲立本、郑张尚芳等则认为中古汉语三等字在上古汉语有短元音。李方桂根据来母少二等字，认为中古汉语的二等字，包括假二等真三等，是由上古汉语的介音r演变而成，这观点现獲普遍接受；又有学者认为重纽三等在上古也有介音r；李方桂又认为上古没有/u/介音，中古的/u/介音是由长元音裂变和圆唇舌根音产生。